# 约翰·科德曼·罗普斯
约翰·科德曼·罗普斯（1836年4月28日—1899年10月28日）是一位俄裔美國律师和軍事史学家，Ropes & Gray律師事務所的共同建立人，主要历史作品有《滑铁卢战役：一部军事史》（The Campaign of Waterloo）等。